# Norbert Römer

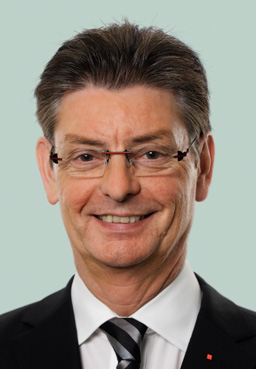
Norbert Römer

Norbert Römer (* 16. März 1947 in Herne) ist ein deutscher Politiker (SPD) und Journalist. Er war von 2005 bis 2022 Abgeordneter im Landtag von Nordrhein-Westfalen und war von 2010 bis 2018 Vorsitzender der SPD-Landtagsfraktion.

## Leben
Der in Herne geborene Römer wohnt seit dem Jahr 1952 in Castrop-Rauxel. Er legte im Jahr 1961 den Volksschulabschluss ab. Im selben Jahr begann Römer eine Ausbildung zum Verwaltungsbeamten und arbeitete nebenbei als Journalist. In den Jahren 1965 bis 1968 besuchte Norbert Römer eine kaufmännische Berufsaufbauschule und höhere Wirtschaftsfachschule. In den Jahren 1969 bis 1970 leistete er zuerst den Grundwehrdienst ab und war danach Soldat auf Zeit der Bundeswehr. Von 1971 bis 1972 war Römer in der privaten Versicherungswirtschaft und von 1973 bis 1974 als freier Mitarbeiter und Volontär in einer Zeitungsredaktion tätig.
In den Jahren 1974 bis 2006 arbeitete Römer für die Gewerkschaft IGBE, die 1997 in der IGBCE aufging. Bis 1995 war er dort in der Redaktion und Presseabteilung tätig, wo er bis zum Pressesprecher und Chefredakteur aufstieg. Ab 1996 war Römer als Gewerkschaftssekretär beschäftigt.
Norbert Römer ist verheiratet und hat ein Kind.

## Partei
Im Jahr 1968 trat Norbert Römer in die SPD ein. Auf kommunaler Ebene hatte er verschiedene Posten in Ortsvereinen, Arbeitsgemeinschaften und Unterbezirken inne. Von 1990 bis 2002 war er Vorsitzender der nordrhein-westfälischen Arbeitsgemeinschaft für Arbeit in der SPD.
In den Jahren 2002 bis 2018 war Römer Vorsitzender der Region Westliches Westfalen, einem der vier Bezirksverbände der nordrhein-westfälischen SPD. 2004 wurde er zum Schatzmeister des Landesverbands gewählt.

## Ämter und Mandate
Im Regierungsbezirk Arnsberg war Römer von 1999 bis 2006 Arbeitnehmervertreter im Bezirksplanungsrat und später Regionalrat.
Bei der Landtagswahl 2005 kandidierte Römer für den Landtagswahlkreis Soest I; dort unterlag er dem CDU-Politiker Eckhard Uhlenberg. Ebenso holte er im Jahr 2005 und erneut 2010 nicht das Direktmandat und so zog er über die Reserveliste in den Landtag ein. Ab September 2006 war er dort stellvertretender Vorsitzender seiner Fraktion; nach dem Wechsel der bisherigen Vorsitzenden Hannelore Kraft ins Amt der Ministerpräsidentin im Juli 2010 wurde Norbert Römer zum Fraktionsvorsitzenden gewählt.
Bei der Landtagswahl 2012 stand Römer auf Listenplatz 2 der Landesliste. Da die SPD jedoch mit 99 gewonnenen Wahlkreisen 23 Überhangmandate erzielte und Römer seinen Wahlkreis wieder nicht gewinnen konnte, verfehlte Römer zunächst den Wiedereinzug in den Landtag. Dieser gelang dann noch vor dessen Konstituierung, da der Abgeordnete Karl-Heinz Krems, der seinen Wahlkreis direkt gewonnen hatte, als Staatssekretär in die Landesregierung Kraft I berufen wurde und sein Landtagsmandat abgegeben hat. Somit nahm Römer als erster verfügbarer Nachrücker dessen Platz im Landtag ein. Auch bei der Landtagswahl 2017 zog er erneut in den Landtag ein. 2018 gab er den Fraktionsvorsitz an Thomas Kutschaty ab. Bei der Landtagswahl 2022 trat er nicht mehr an.